# اوگو پالیائی
اوگو پالیائی (ایتالیایی: Ugo Pagliai؛ زادهٔ ۱۳ نوامبر ۱۹۳۷) بازیگر و صداپیشه اهل ایتالیا است. او کارش را با بازی در تئاتر در دههٔ ۱۹۶۰ میلادی آغاز کرد.
از فیلم‌هایی که وی در آن‌ها نقش داشته‌است، می‌توان به بانیوماریا، دوست من، تا زمانی که ازدواج یکی‌مان کند، شیر یا خط، قتل‌های هفتگانه بانوی سرخ‌پوش و دختری با جلد ماه اشاره نمود.